# Arborea (okręg Botoszany)
Arborea – wieś w Rumunii, w okręgu Botoszany, w gminie George Enescu. W 2011 roku liczyła 493 mieszkańców.